# 樋口善法
樋口 善法（ひぐち よしのり）は、日本のアニメーターである。
グリーンボックス出身。主にProduction I.G、シンエイ動画作品を主軸に活動しており、Production I.Gのシンエイ動画作品の制作協力に携わった。Production I.Gから独立した会社が携わる作品の作画を担当することもある。『クレヨンしんちゃん』では、放送開始当初からProduction I.G(放送開始当時はIGタツノコ)回の作画監督・原画として参加してきた。2014年4月25日放送分を最後にProduction I.Gが制作協力から降板したため作画監督を外れ、原画のみ担当していたが、2023年7月8日放送分から作画監督に復帰した。

## 参加作品

### テレビアニメ
- 1980年 宇宙大帝ゴッドシグマ （作画監督）
- 1980年 鉄腕アトム (アニメ第2作) （作画監督）
- 1981年 じゃりン子チエ （原画）
- 1982年 科学救助隊テクノボイジャー （原画）
- 1982年 忍者マン一平 （原画）
- 1983年 まんが日本史  （原画）
- 1984年 チックンタックン （作画監督）
- 1984年 うる星やつら (アニメ) （原画）
- 1984年 よろしくメカドック （原画）
- 1986年 光の伝説 （原画）
- 1986年 ドテラマン （原画）
- 1987年 赤い光弾ジリオン （原画）
- 1988年 宇宙の戦士 (アニメ) （原画）
- 1989年 チンプイ （作画監督・原画）
- 1991年 21エモン （作画監督・原画）
- 1992年 クレヨンしんちゃん (作画監督・原画）※2014年から2022年は原画のみ担当
- 1992年 元気爆発ガンバルガー （原画）
- 1996年 爆走兄弟レッツ&ゴー!! （原画）
- 2000年 メダロット （原画）
- 2001年 ノワール (アニメ) （原画）
- 2002年 .hack//SIGN （原画）
- 2003年 コロッケ! （作画監督）
- 2003年 .hack//黄昏の腕輪伝説 （原画）
- 2003年 魁!!クロマティ高校 （原画）
- 2004年 かいけつゾロリ （作画監督）
- 2004年 スーパー子ネコ それゆけ!やっちらっち （作画監督）
- 2006年 吉宗 （原画）
- 2007年 あたしンち （作画監督・原画）
- 2007年 天才? Dr.ハマックス （原画）
- 2009年 ご姉弟物語 （作画監督）
- 2012年 リトルバスターズ! （原画）
- 2012年 シャイニング・ハーツ 〜幸せのパン〜 （原画）
- 2014年 怪盗ジョーカー （作画監督・原画）
- 2014年 フューチャーカード バディファイト （原画）
- 2014年 クロスアンジュ 天使と竜の輪舞 （原画）
- 2014年 オレん家のフロ事情 （原画）
- 2015年 ミリオンドール （原画）
- 2016年 NINJAハットリくんリターンズ （レイアウト）
- 2017年 トミカハイパーレスキュー ドライブヘッド 機動救急警察 （原画）
- 2017年 笑ゥせぇるすまんNEW （原画）
- 2017年 魔法陣グルグル（原画）
- 2017年 魔法使いの嫁（原画）
- 2018年 新幹線変形ロボ シンカリオン（原画・第2原画）
- 2018年 からかい上手の高木さん（原画）
- 2018年 かみさまみならい ヒミツのここたま（原画）
- 2018年 キラッとプリ☆チャン（オープニング原画）
- 2018年 それいけ!アンパンマン（原画）
- 2019年 ポケットモンスター（原画）
- 2022年 邪神ちゃんドロップキック（原画）

### OVA
- 敵は海賊〜猫たちの饗宴〜 （原画）
- 1988年機動警察パトレイバー （原画）
- 1989年力王 RIKI-OH 等括地獄 （原画）
- 1991年魍魎戦記マダラ 上巻 胎蔵編 （原画）
- 1996年BLUE SEED 2 （原画）
- 2014年ファンタジスタ ステラ （原画）

### 劇場アニメ
- 1983年 宇宙戦艦ヤマト 完結編 （原画）
- 1997年 爆走兄弟レッツ&ゴー!!WGP 暴走ミニ四駆大追跡! （原画）
- 2003年 クレヨンしんちゃん 嵐を呼ぶ 栄光のヤキニクロード （原画）
- 2004年 クレヨンしんちゃん 嵐を呼ぶ!夕陽のカスカベボーイズ （原画）
- 2005年 クレヨンしんちゃん 伝説を呼ぶブリブリ 3分ポッキリ大進撃 （原画）
- 2006年 クレヨンしんちゃん 伝説を呼ぶ 踊れ!アミーゴ! （原画）
- 2012年 図書館戦争 革命のつばさ （第二原画）

### ゲーム
- 1998年 お嬢様特急 （原画）
- 2000年 BLOOD THE LAST VAMPIRE （原画）